# Amphinemura verrucosa
Amphinemura verrucosa is een steenvlieg uit de familie beeksteenvliegen (Nemouridae). De wetenschappelijke naam van de soort is voor het eerst geldig gepubliceerd in 1973 door Zwick.